# Burg Norantola
Die Ruine der Burg von Norantola liegt bei 391 m ü. M. auf einem Hügel in einem Kastanienwald nördlich des Dorfes Norantola in der Gemeinde Cama im Misox im Kanton Graubünden in der Schweiz. Sie ist vom Dorf aus in wenigen Minuten zu Fuss gut erreichbar.

## Anlage

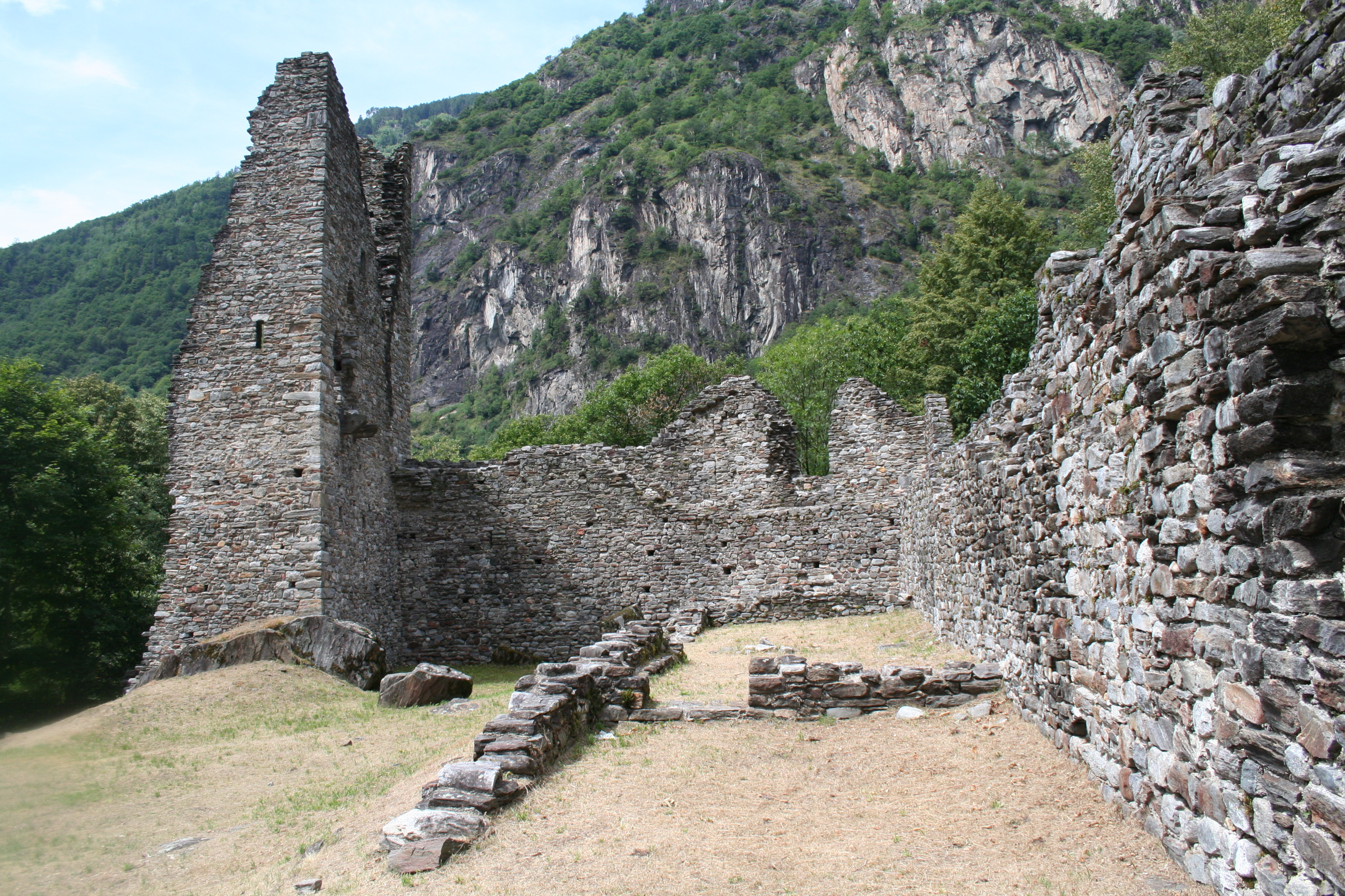
Westseite

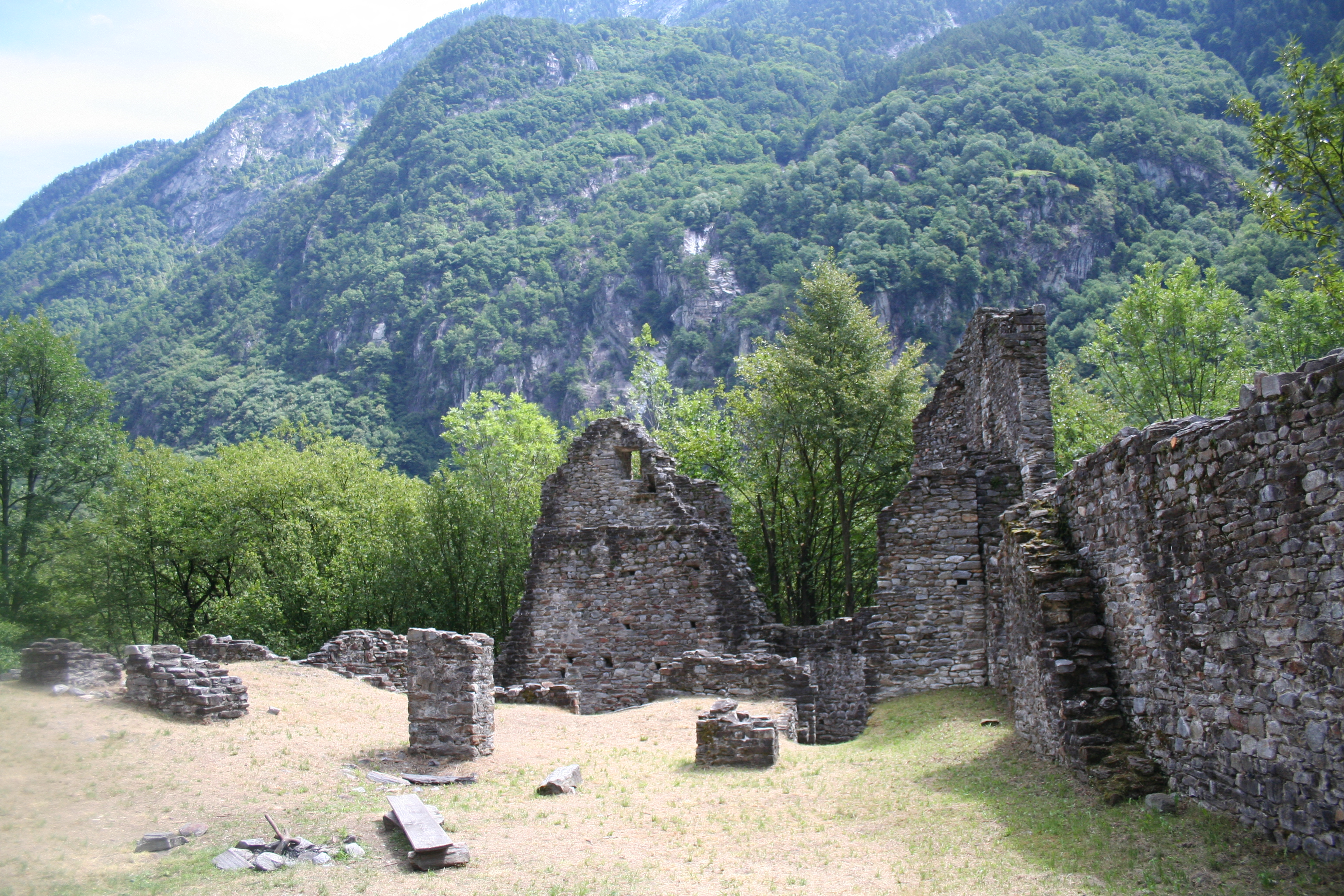
Reste des Palas

Die ganze Anlage bildet ein unregelmässiges Fünfeck mit einer Ausdehnung von gut 40 Meter Länge und 20 Meter Breite. Sie ist von einer hohen Ringmauer umgeben, an die sich im Inneren die verschiedenen Gebäude anlehnen. In der Mitte blieb ein Hof frei. Erhalten haben sich im Osten Mauerreste des dreistöckigen Palas, dem auf der Hofseite eine auf Bögen ruhende Galerie vorgebaut war. Entlang der Nordmauer lagen die drei bis vier Gebäude des Wohntraktes. In der südwestlichen Ecke stand der mächtige Bergfried mit dem Hocheingang im 3. Geschoss. Reste eines Schüttsteines im zweiten Geschoss deuten auf Bewohnbarkeit hin. Der Zugang erfolgte durch ein Tor an der Südostecke des Turmes. Ein zweites, kleineres Tor liegt schräg gegenüber an der Nordostecke. Die Stallungen lagen an der Südmauer rechts neben dem Eingangstor.

## Geschichte

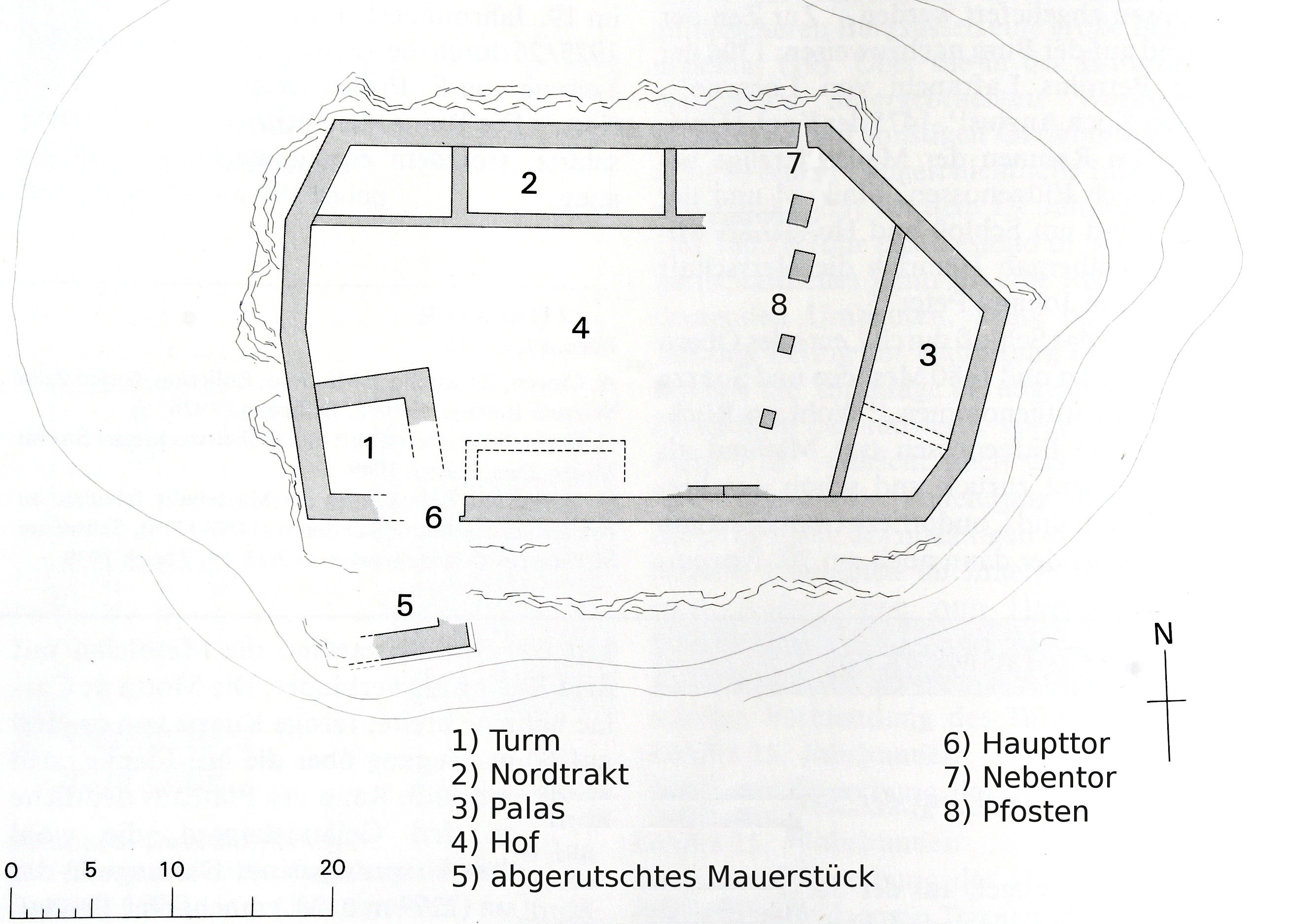
Lageplan

Die Entstehungszeit der Burg ist nicht bekannt, schriftliche Unterlagen fehlen. Baufugen und wechselnde Mauerstrukturen weisen auf mindestens drei verschiedene Bauphasen hin. Errichtet wurde sie vermutlich Ende 12. oder anfangs 13. Jahrhundert von einer lokalen Adelsfamilie; 1248 wird ein Locarnus de Norantola urkundlich erwähnt, 1295 ein Petrus de Norantola. Zu dieser ersten Anlage gehörten Teile der Ringmauer, die in einer ersten Ausbauphase im 13. Jahrhundert mit Schwalbenschwanz-Zinnen ausgestattet wurde. Gleichzeitig wurde der mächtige Wohnturm errichtet.
Zu Beginn des 14. Jahrhunderts ging die Herrschaft über Norantola an die Freiherren von Sax über. 1324 wird Ugolinus von Sax in einer Urkunde „de Norantola“ genannt. Dieser Besitzerwechsel mag der Grund für den oben erwähnten Ausbau der Burg gewesen sein. Im Verlauf des 14. und 15. Jahrhunderts nannten sich zahlreiche Angehörige der Familie von Sax-Misox nach Norantola: de Sacho de castro Norantole. 1384 wird Norantola anlässlich eines Abtauschs zweier Weideflächen zwischen Cama-Norantola und Verdabbio erwähnt, da sie genau auf der Grenze der beiden Grundstücke lag.
Um 1480 war die Burg Norantola zerfallen, wobei unklar ist, ob sie verwahrlost oder gewaltsam zerstört worden war. Als am 20. November 1480 Graf Johann Peter von Sax die gesamten Herrschaftsrechte im Misox und Calancatal an den Mailänder Condottiere Gian Giacomo Trivulzio verkaufte, ging auch die Burg Norantola in seinen Besitz über.
Trivulzio liess die Burg wieder instand setzen; es wurden neue Schwalbenschwanz-Zinnen mit Schiessscharten für Handfeuerwaffen angebracht und die Mauern verstärkt. 1483 zogen Truppen des Grafen Johann Peter von Sax-Misox vor die Burg und brannten sie nieder. Grund war eine Auseinandersetzung über die noch ausstehende Kaufsumme. Ob die Festung danach nochmals aufgebaut worden ist, ist unklar. Restaurierungen und Sicherungsarbeiten fanden 1950 und 1989 bis 1996 statt.

## Galerie

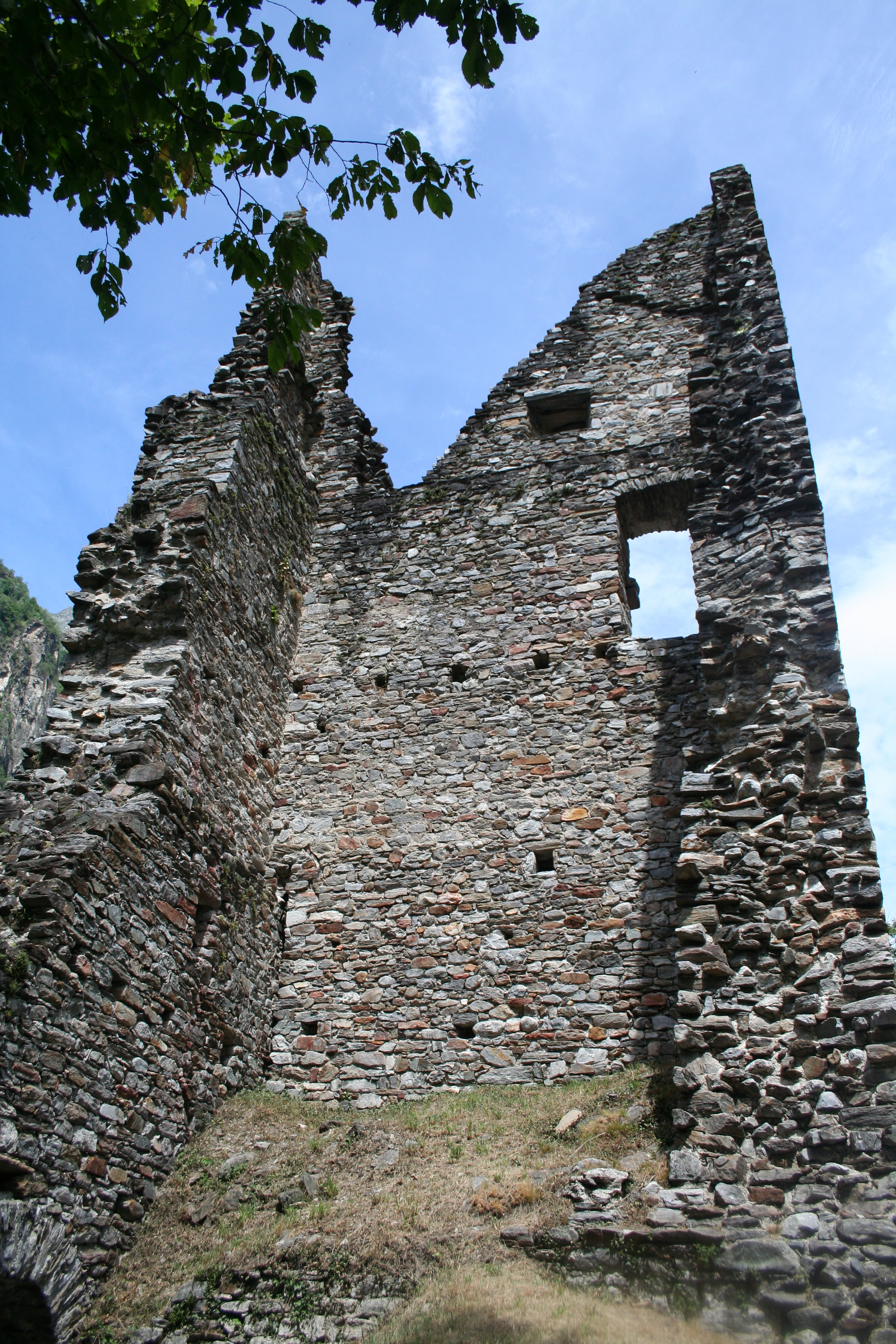
Turm innen
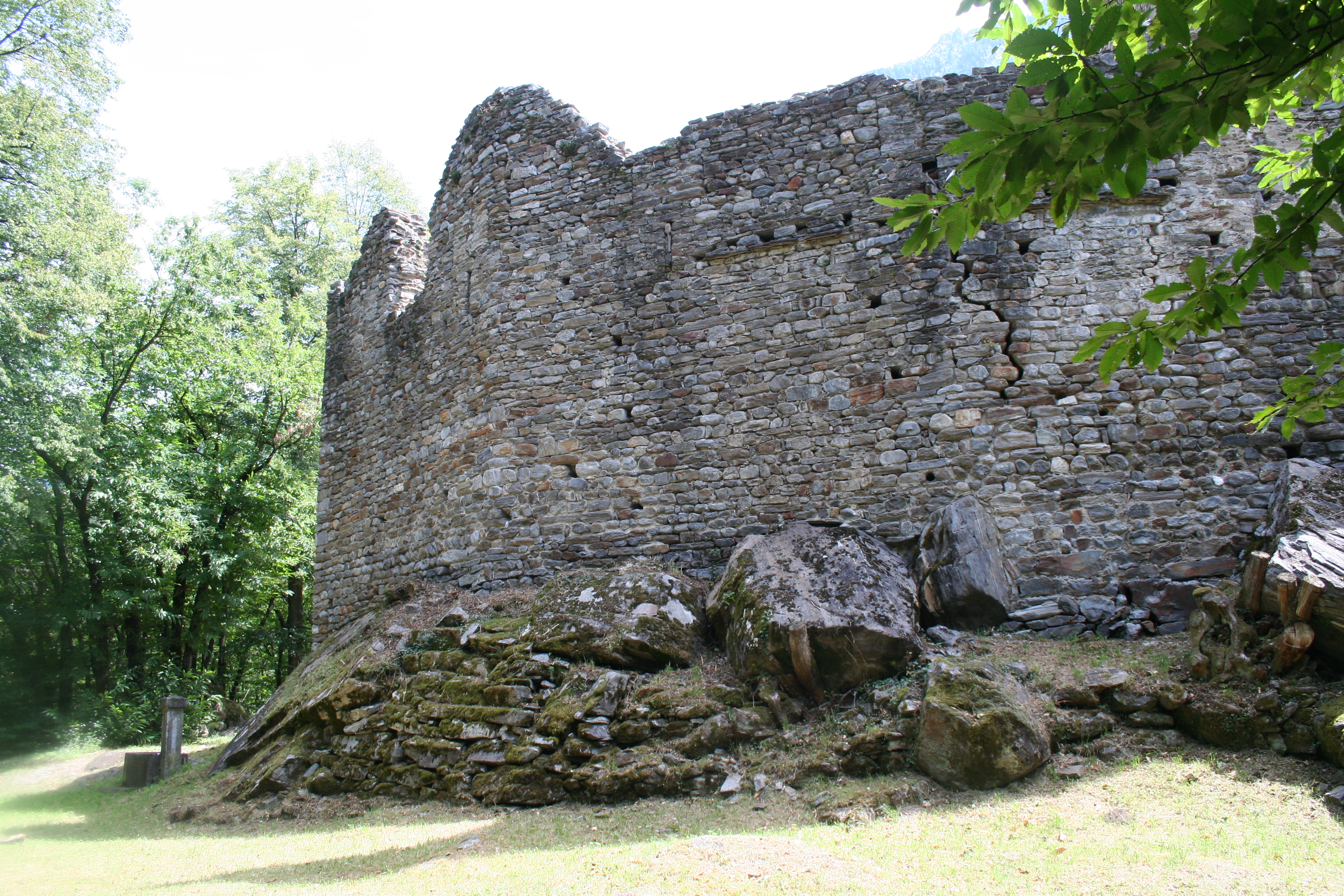
Westmauer
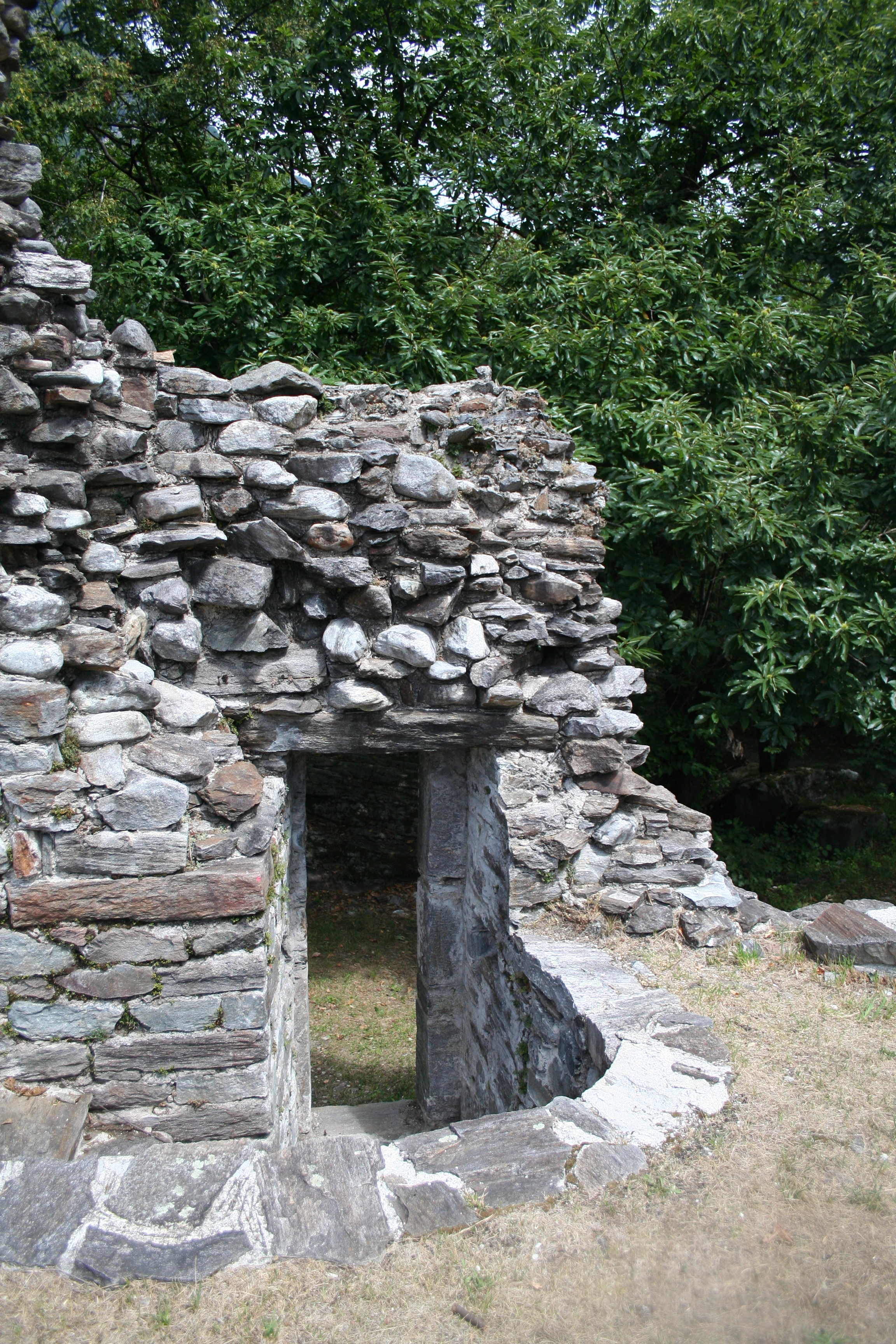
Pforte
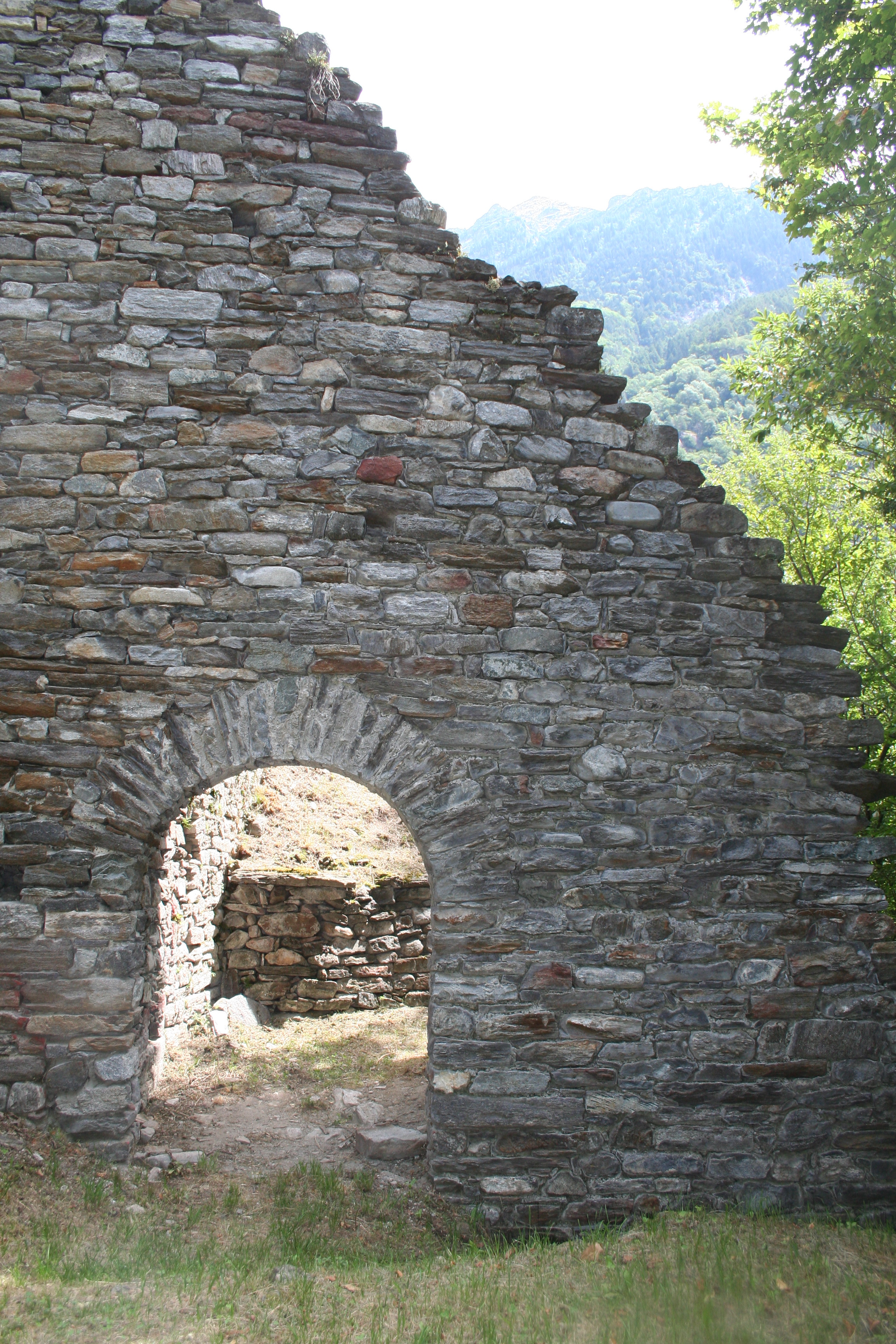
Tor